# Myagrum perfoliatum

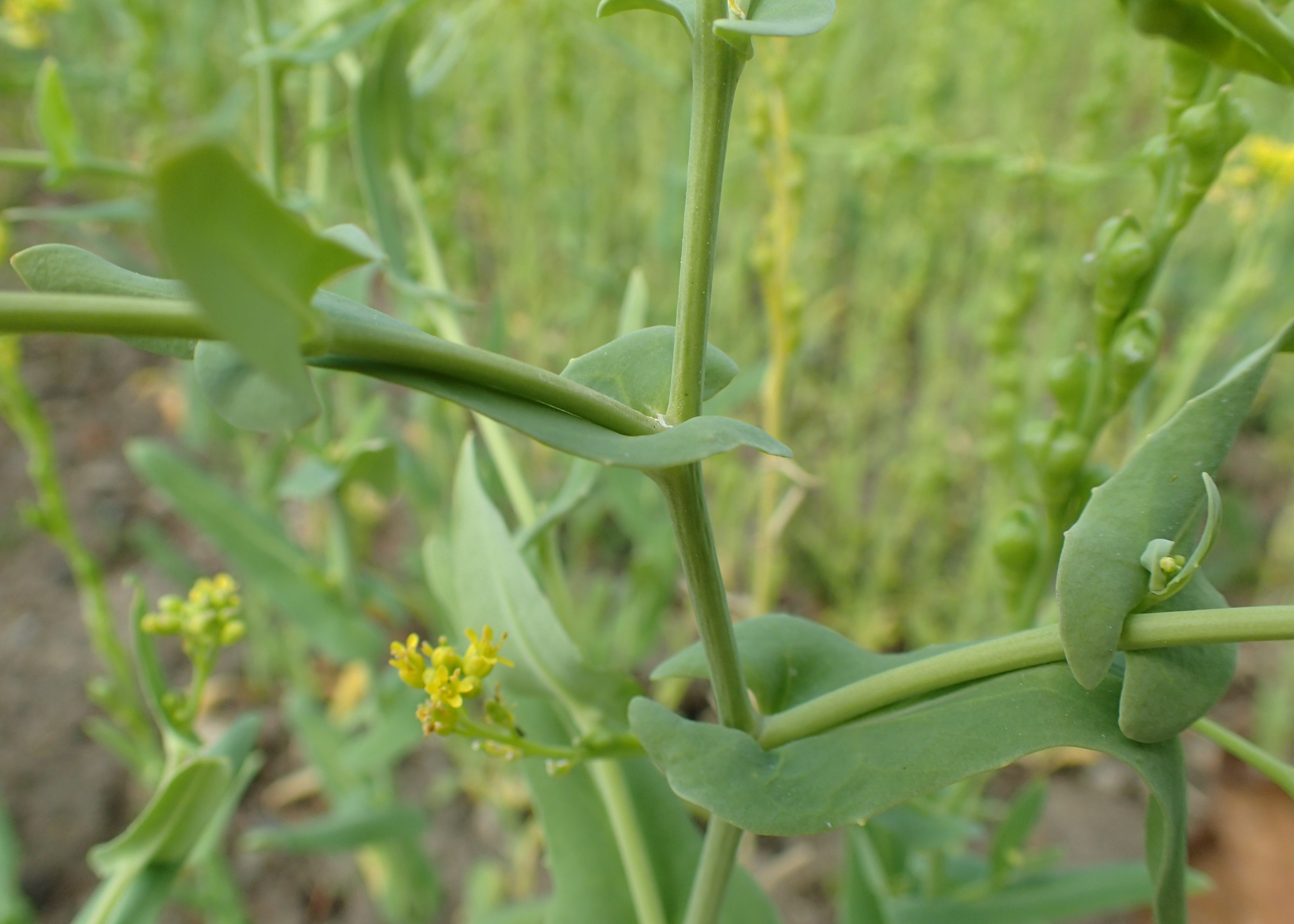
Detalle hojas y flores

Myagrum perfoliatum es la única especie del género monotípico Myagrum de  la familia Brassicaceae. Es originaria de Eurasia.

## Descripción
Es una hierba anual. Tiene tallos de 20-50 (-60) cm, erectos, ramificados de forma rígida en o por encima de la mitad. Hojas basales corto pecioladas, oblanceoladas, de 2-7 cm x 0,5-1,5 cm, pinnatifidas,  sinuosas, o dentadas, marchita por la antesis; las hojas caulinarias por debajo de ramas sésiles, oblongas a lanceoladas, de  1.5-6 x   0.5-2   cm, sagitadas con base amplexicaule o auriculadas, margen entero o denticulado, ápice agudo o obtuso; hojas de ramas similares, pero hacia arriba cada vez más pequeñas. Las inflorescencias en racimos con numerosas flores; fructificación en pedicelos de 3-5 mm, robustos, adpreso al raquis, mucho más amplias distal. Sépalos oblongas a ovadas, 2,5-3,5 x 0,6-1,4 mm; pétalos de color amarillo, oblongas a oblanceolados. Semillas marrón, oblonga a ovoides.

## Hábitat
Se encuentra en los bordes de caminos, terrenos baldíos, sitios perturbados.

## Taxonomía
Myagrum perfoliatum fue descrita por Carlos Linneo y publicado en Species Plantarum 2: 640–641. 1753.
Citología
Número de cromosomas de Myagrum perfoliatum (Fam. Cruciferae) y táxones infraespecíficos:  2n=14
Sinonimia
- Crucifera myagrum E.H.L.Krause
- Rapistrum perfoliatum (L.) Bergeret[3]

## Nombre común
Nombre común: piques grandes.